# Le Robinson suisse
Cet article concerne le roman. Pour la série télévisée canadienne, voir Les Robinson suisses.
Pour le film de 1940, voir Le Robinson suisse (film, 1940).
Le Robinson suisse (titre original : Der Schweizerische Robinson) est un roman du pasteur suisse alémanique Johann David Wyss. Il a été édité en allemand en 1812 à Zurich (Suisse) et avait pour sous-titre : La Famille suisse Robinson ou Le Prédicateur suisse naufragé et sa famille. Un livre didactique pour les enfants et les enfants des amis à la ville et la campagne. Il s'agit de l'une des toutes premières réécritures du célèbre roman de Daniel Defoe, Robinson Crusoé.
Le livre connaît un grand succès : traduit dans toutes les langues de l'Europe, il sera constamment réédité.

## Résumé
À la suite d'un naufrage alors qu'elle se rend à Port Jackson en Australie pour toucher un héritage, une famille suisse anonyme se retrouve échouée sur une île perdue de l'Indonésie.

## Genèse
Johann David Wyss rédige Le Robinson suisse entre 1794 et 1798 pour ses enfants, sans arrière-pensée éditoriale : son intention était d'écrire une histoire dont ses enfants tireraient des leçons de vie et de morale, à l'image du personnage du père dans le roman.
Le style de l'auteur sera décrit, bien plus tard, comme « résolument chrétien et empreint de morale », tout comme l'était le roman Robinson Crusoé de Daniel Defoe (1719), dont Johann David Wyss s'est inspiré. Toutefois, la critique littéraire Danielle Dubois a observé que les idéaux défendus avaient radicalement changé avec l'évolution de la société : 

« Paradoxalement, et moyennant quelques retouches, le modèle individualiste de Robinson se prête à l’exaltation de la famille, à l’éloge de la civilisation, voire à la mise en garde contre la vie facile des Naturels, et peut servir les idéaux de la bourgeoisie catholique du XIXe siècle. »

Le livre ne sera publié qu'en 1812 par l'un des fils de l'auteur, Johann Rudolf Wyss, professeur de philosophie à Berne et auteur de l'ancien hymne national suisse. Le roman paraît sans nom d'auteur et porte la mention : « publié par Johann Rudolph Wyss ». Son autre fils, Johann Emmanuel Wyss, illustrera le livre.

## Traduction française et suites
La première édition en langue française paraît en 1813 à Lausanne, traduite et adaptée en deux volumes par la Suissesse Isabelle de Montolieu sous le titre : Le Robinson suisse ou Journal d'un père de famille naufragé avec ses enfants.
En 1824, Mme de Montolieu donne une suite et une fin à l'histoire laissée inachevée en la continuant à partir du chapitre 37. Elle remanie également plusieurs chapitres en atténuant notamment leur dimension moralisatrice. Publié chez Arthus-Bertrand à Paris, son roman (qui porte le même titre que la première traduction), est un grand succès de librairie. C'est cette version de 1829 qui sert de base à la traduction anglaise de William Henry Giles Kingston en 1879 – la plus lue encore de nos jours – et à beaucoup d'autres.
Jules Verne, grand admirateur du roman de Johann David Wyss, imagine à son tour une suite au Robinson suisse. Son roman, titré Seconde Patrie paraît en 1900. C'est lui qui le premier donne un nom de famille aux héros, les Zermatt.

## Œuvres inspirées duRobinson suisse
En 1841, l’auteur anglais Frederick Marryat écrit son roman pour la jeunesse Les Robinsons du Pacifique (Masterman Ready, or the Wreck in the Pacific) en réponse au Robinson suisse : capitaine de navire fort d'une longue expérience, il était irrité par le fait que Johann David Wyss dépeigne un naufrage comme une aventure romantique ; il reprochait également à Wyss son ignorance de la flore et de la faune. Même s'il est tout aussi empreint de morale et de piété chrétiennes que Le Robinson suisse, le roman de Frederick Marryat contient davantage de réalisme et moins de romanesque.
En 1848, un restaurateur et entrepreneur français, Joseph Gueusquin, inspiré par le Robinson suisse, construit en banlieue parisienne un restaurant perché dans un des énormes chataîgniers de la commune du Plessis-Piquet, qu'il baptise Au Grand Robinson. Le succès sera tel qu'en 1909 un décret officiel autorisera cette commune « à porter à l'avenir le nom de Plessis-Robinson ».
Jules Verne s’inspirera également du Robinson suisse pour son roman L'École des Robinsons (1882) ainsi que pour L'Oncle Robinson, demeuré inédit jusqu'en 1991 parce que refusé par les éditions Hetzel vers 1870. Jules Verne utilisera plus tard sa copie de L'Oncle Robinson pour rédiger la première partie de L'Île mystérieuse, publié en 1875. Verne revendique cette filiation aussi bien dans le début du roman L'Île mystérieuse que dans une lettre adressée à son éditeur.
Plus généralement, de nombreux ouvrages didactiques français destinés aux jeunes garçons du XIXe siècle (plus rarement aux jeunes filles) prennent pour modèle le Robinson suisse : sous forme de journaux, ils présentent les spécificités naturelles ou culturelles de nouveaux territoires, souvent annexés à la France par la colonisation, et notent l'évolution intellectuelle, morale et spirituelle de l'enfant. Ainsi du Journal de Robert de Marguerite Ligerot, alias Roger Dombre, ou du Journal d'un lycéen de Tunis de Henri Souquet. Le héros de Henri Souquet s'inscrit explicitement dans l'héritage de Johann David Wyss : « Robinson, qui fut Anglais d'abord, et Suisse après, s'est naturalisé Français à Montmorency. Devenir le vrai Robinson français ! Idéal ! ».

## Les différentes éditions françaises
(liste non exhaustive)
- 1814 : Le Robinson suisse, ou Journal d'un père de famille naufragé avec ses enfants. Traduit de l'allemand de M. Wiss ; par Mme de Montolieu. Orné de douze fig. en taille-douce. Chez Arthus Bertrand, libraire, 4 tomes, Paris, 1814[20] (édition parisienne après celle de Lausanne l'année précédente : elle comporte les 36 chapitres traduits de l'original et se termine par un post-scriptum de l'éditeur qui explique au lecteur comment le manuscrit lui est parvenu. Il lui promet également une suite qui ne sera en fait écrite que dix ans plus tard par Mme de Montolieu).
- 1824 : Le Robinson suisse, ou Journal d'un père de famille naufragé avec ses enfants; continué par Madame Isabelle, Baronne de Montolieu, Chez Arthus Bertrand, Libraire, 3 tomes, Paris. (Le premier tome commence par le chapitre 37 : c'est là la suite promise dans l'édition de 1814, entièrement écrite par Mme de Montolieu).
- 1829 : Le Robinson suisse, ou Journal d'un père de famille naufragé avec ses enfans. Traduit de l'allemand de M. Viss ["sic"] et terminé par Mme la baronne Isabelle de Montolieu. Paris : A. Bertrand, 5 vol. in-12, pl. gravures d'après Ch. Chasselat et Choquet, carte gr. par Alès. Note :  Les t. I-III sont la traduction de l’œuvre de J. R. Wyss, les t. IV-V l’œuvre personnelle de la Bonne de Montolieu. - Les couv. des t. IV et V portent pour date "1825". - Œuvres de Mme la Baronne Isabelle de Montolieu[21].
- 1837 : Le Robinson suisse, histoire d'une famille suisse jetée par un naufrage dans une île déserte... avec la suite donnée par l'auteur lui-même. Nouvelle traduction de l'allemand d'Élise Voïart, Paris, 2 vol. in-8°[22]
- 1860 : Le Robinson suisse, contenant la suite donnée par l'auteur. Traduction nouvelle par M. A. Bordot. Illustrations par MM. Télory et Pégard, Paris : Morizot, In-12, 464 p[23].
- 1863 : Le Robinson suisse, ou Histoire d'une famille suisse naufragée. Nouvelle traduction revue sur l'édition allemande, par F.-C. Gérard, Rouen : Mégard, collection : Bibliothèque morale de la jeunesse, in-8°, 379 p[24].
- 1864 : Le Robinson suisse, ou Histoire d'une famille suisse naufragée, par J. R. Wyss. Traduit par Frederich Muller, illustrée de 24 gravures sur bois, d'après K. Girardet, Tours : Alfred Mame et fils, collection : Bibliothèque de la jeunesse chrétienne, 2 vol. in-12[25]
- 1864 : Le Nouveau Robinson suisse, traduction nouvelle revue, corrigée et mise au courant de la science[26] par P.-J. Stahl et Eugène Müller, illustrations in-texte et hors-texte de Yan' Dargent, gravées par Joliet, Paris, Bibliothèque d'éducation et de récréation Hetzel, In-4°, 376 p. Réédité en 1990 en fac-simile chez Ramsay : J.-J. Pauvert, Paris
- 1867 : Le Robinson suisse, ou Récit d'un père de famille jeté par un naufrage dans une île déserte avec sa femme et ses enfants. Traduction nouvelle par Mme Frias-Desjardins, Limoges-Paris : F. F. Ardant frères, collection : Bibliothèque morale et littéraire, In-8°, 288 p[27]
- 1930 : Robinson suisse de R. Wyss. Adapté par Gisèle Vallerey, illustré par Xavier Kozminski. Publication : Paris, Éditions Fernand Nathan, Collection : Œuvres célèbres pour la jeunesse, 191 p.
- 1949 : Le Robinson suisse de R.Wyss. Adapté par Jean Sabran, Illustré par Guy Sabran. Publication : Paris, Éditions G.P., Collection : Bibliothèque Rouge et Or no 25 192 p.
- 1994 : Le Robinson suisse de Rodolphe Wyss. Publication : Paris, éditions Casterman, Collection : Bibliothèque bleue no 20, 182 p.  (ISBN 2-203-13548-4)

## Adaptations

### Au cinéma
- 1940 : Le Robinson suisse (Swiss Family Robinson), film américain d'Edward Ludwig, avec Thomas Mitchell, Edna Best, Freddie Bartholomew, Tim Holt
- 1960 : Les Robinsons des mers du Sud (Swiss Family Robinson), film américain de Walt Disney Productions, avec Dorothy McGuire, John Mills, James MacArthur
- 1998 : Les Naufragés du Pacifique (The New Swiss Family Robinson), film américain de Stewart Raffill, avec Jane Seymour, David Carradine
- 1998 : Perdus dans l'espace (Lost in Space) film de Stephen Hopkins, d'après la série télévisée homonyme, avec Gary Oldman, William Hurt, Matt LeBlanc

### À la télévision
- 1958 : Swiss Family Robinson, téléfilm américain de William A. Graham, avec Laraine Day, Patty Duke, Dennis Hopper
- 1965-1968 : Perdus dans l'espace (Lost in Space), série télévisée de science-fiction inspirée du livre et créée par Irwin Allen
- 1973 : The Swiss Family Robinson, téléfilm d'animation australien de Leif Gram
- 1975 : Les Robinson suisses (Swiss Family Robinson), série canadienne de Peter Carter
- 1975-1976 : The Swiss Family Robinson (Swiss Family Robinson), série américaine créée par Irwin Allen
- 1981 : Flo et les Robinson suisses, série d'animation japonaise basée sur le roman
- 1998 : The Adventures of Swiss Family Robinson, série néo-zélandaise de Declan Eames, avec Gareth Howells, Kieren Hutchison, Jeffrey Thomas, Jed Brophy
- 2002 : Seuls au bout du monde (Stranded), téléfilm américain de Charles Beeson, avec Liam Cunningham, Brana Bajic
- 2018 : Perdus dans l'espace (Lost in Space), série télévisée de science-fiction inspirée du livre et produite par Netflix